# Jungle Man
Jungle Man е третият издаден сингъл на американската фънк рок група Ред Хот Чили Пепърс. Това е първата песен от албума Freaky Styley. Песента е написана от Антъни Кийдис и е посветена на най-добрия му приятел – Майкъл Балзари.
Видетото към песента се състои от записи на изпълнения на живо на групата.